# Sankt Nikolai grekisk-ortodoxa katedral, Tarpon Springs
Sankt Nikolai grekisk-ortodoxa katedral (engelska: St. Nicholas Greek Orthodox Cathedral) är en grekisk-ortodox katedral belägen i staden Tarpon Springs, i Pinellas County i delstaten Florida, i sydöstra USA.
Katedralen är helgad åt helgonet Sankt Nikolaus.

## Historik
Sankt Nikolai grekisk-ortodoxa katedral i Tarpon Springs stod färdigbyggd år 1943, men ursprungligen som en vanlig kyrkobyggnad.
Någonstans i januari 1979 blev kyrkan en katedral.

## Inventarier
Ikonerna i katedralen är tillverkade i bysantinsk stil.

## Bilder

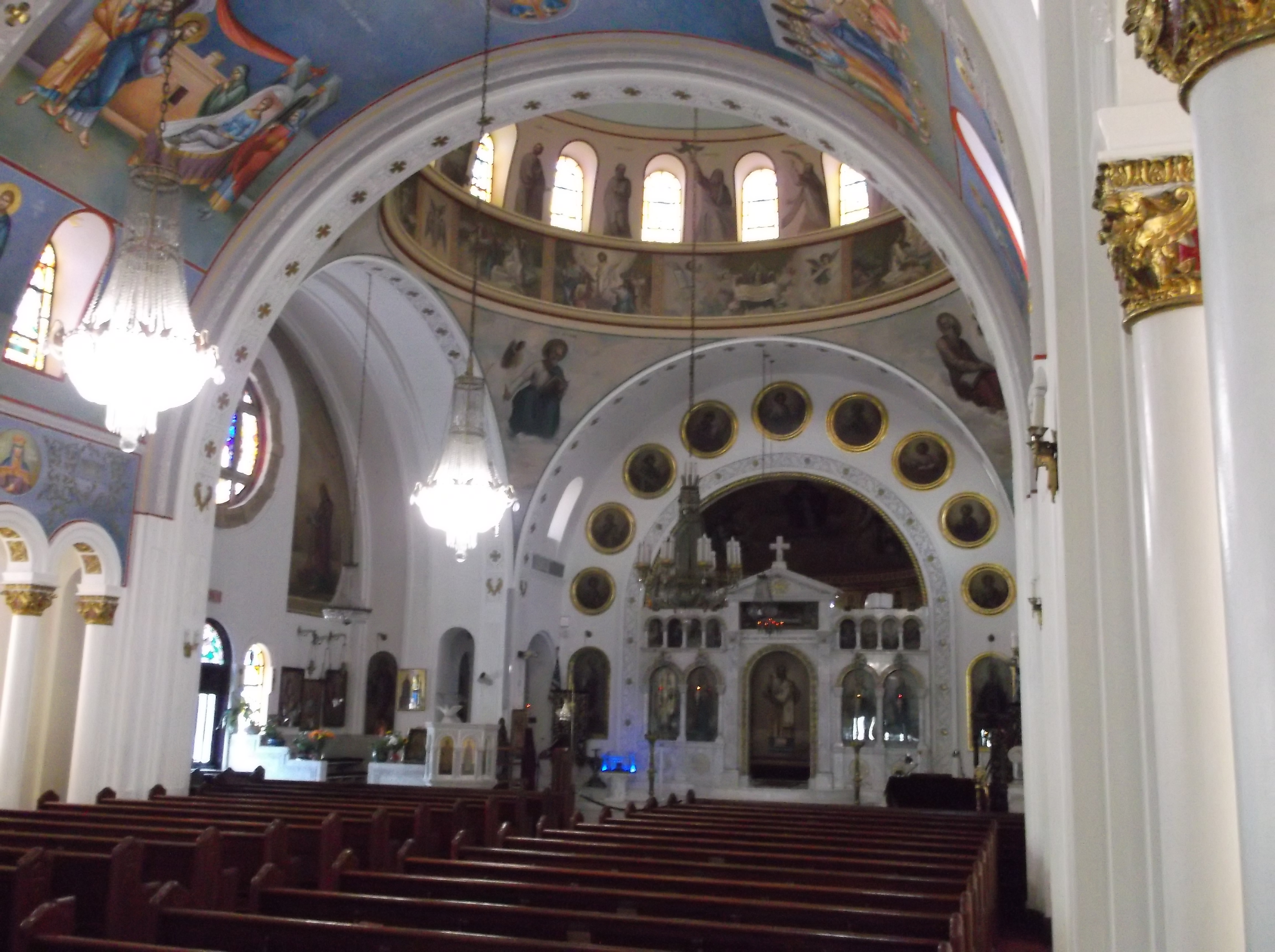
Katedralens interiör mot ikonostasen.
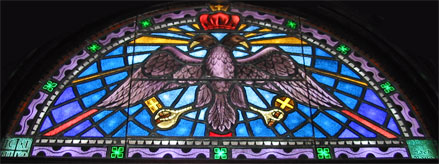
Glasmålning.